# Opera (metrostation)
Opera (Arabisch: الأوبرا) is een metrostation in de Egyptische hoofdstad Caïro dat op 19 april 1999 werd geopend. 
Het station ligt onder de bevrijdingslaan voor de deur van het operagebouw van Caïro op het zuidelijke deel van het eiland Gezira, in de rivier de Nijl, in de wijk Zamalek.  
De kuip waarin het station gebouwd is ligt tussen twee geboorde dubbelsporige tunnels met een diameter van 8,35 meter. De tunnel richting Doqi aan de westkant ligt onder de smalle tak van de Nijl tussen Gezira en Gizeh. De tunnel naar het oosten loopt pal ten zuiden van de Qasr al-Nil-brug onder de hoofdstroom van de Nijl richting Sadat in het centrum van Caïro.

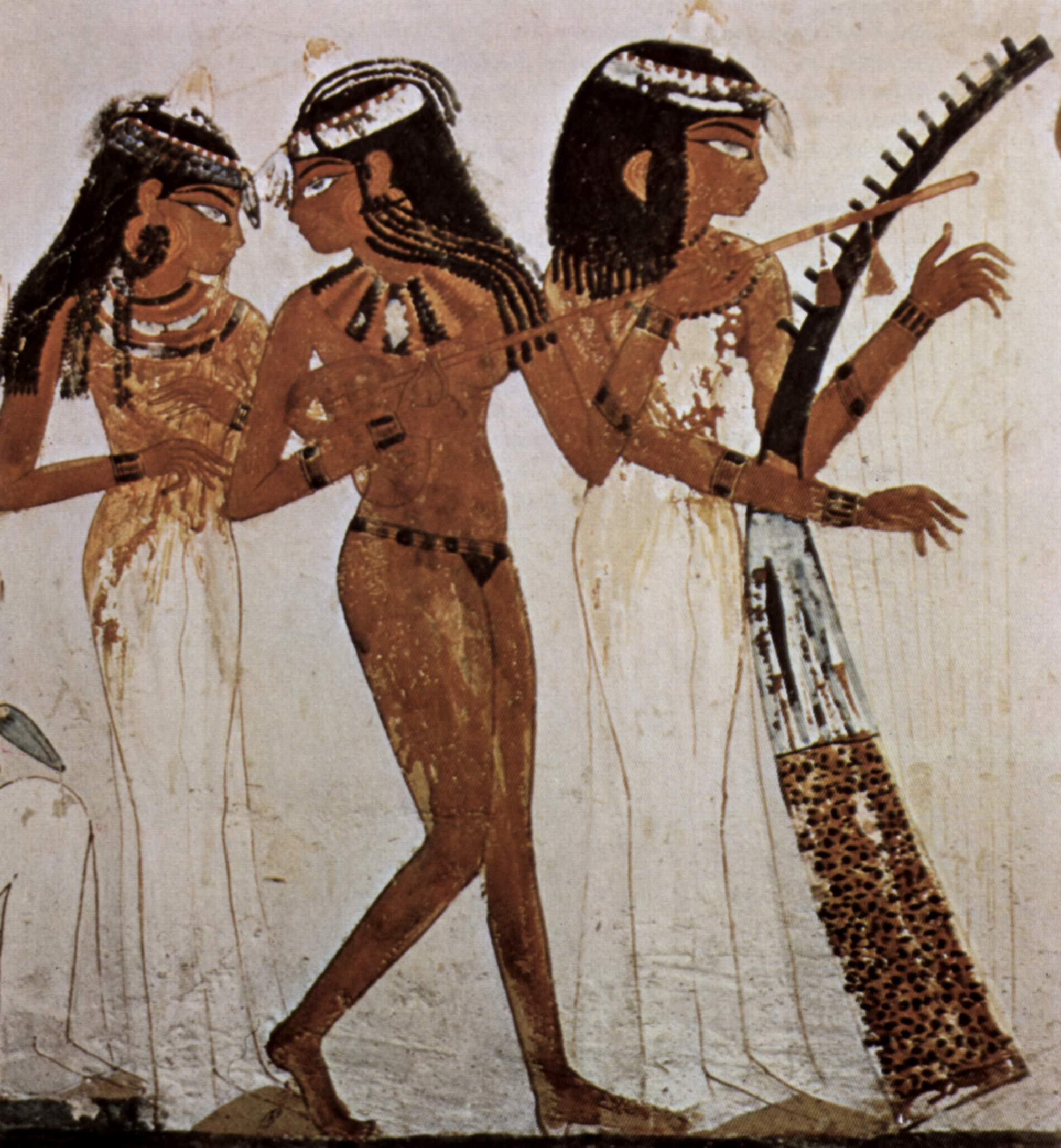
Muurschildering van danseressen en muzikanten uit een grafkelder in Thebe, het voorbeeld voor het tegelwerk in het station.
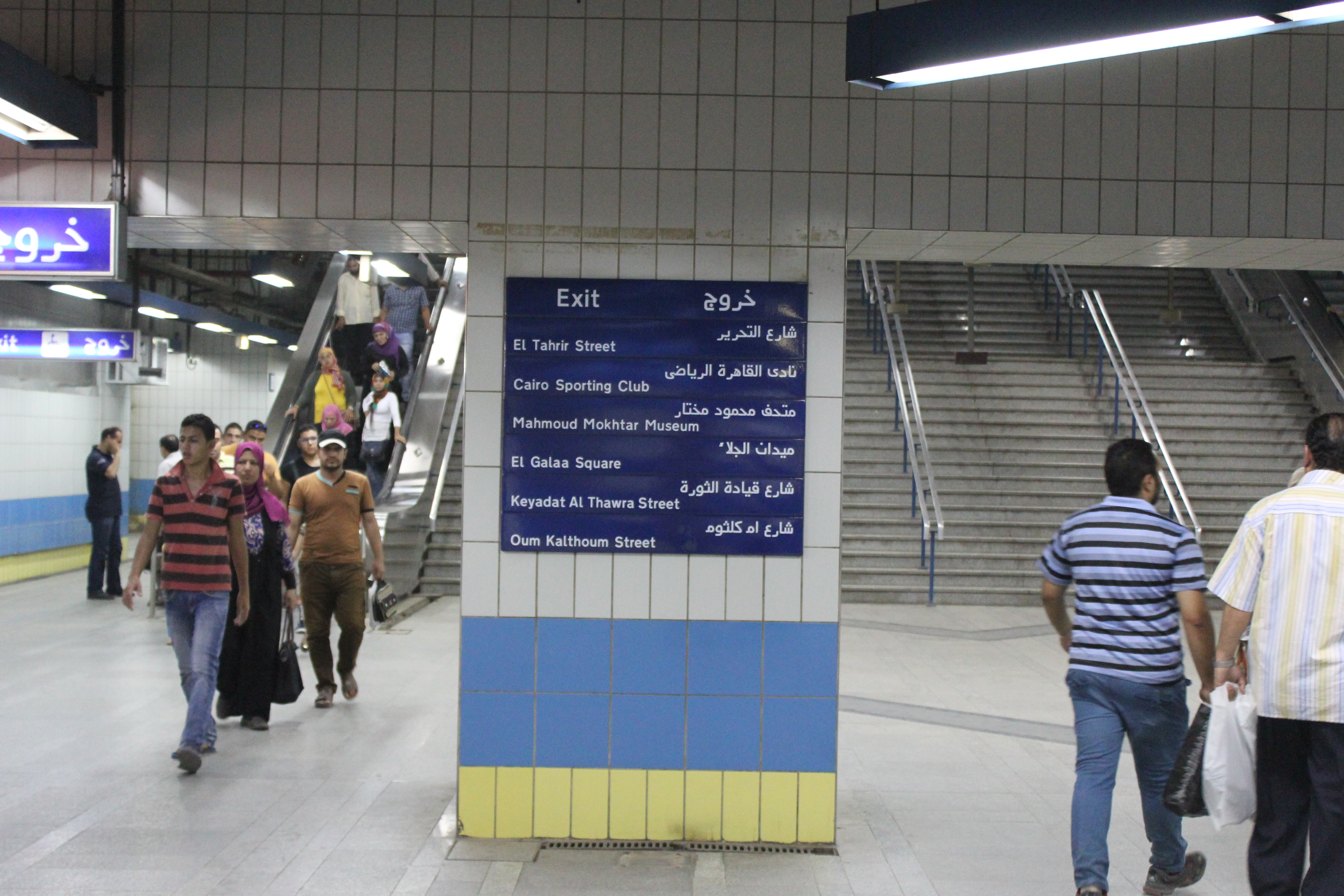
De tussenverdieping van het station.

De stationshal met OV-poortjes ligt op niveau -1, boven de roltrappen en vaste trappen naar de tussenverdieping is een tegelwerk aangebracht naar het voorbeeld van een muurschildering uit een grafkelder in Thebe. De zijperrons op niveau -3 liggen aan de buitenkant van het dubbelspoor en zijn met liften trappen en roltrappen met de tussenverdieping verbonden. De wanden langs de perrons zijn afgewerkt met tegelwerk waarop de harpiste van de muurschildering meerdere malen is afgebeeld. 